# Kroatische Fußballnationalmannschaft (U-19-Junioren)
Die kroatische Fußballnationalmannschaft der U-19-Junioren ist die Auswahl kroatischer Fußballspieler der Altersklasse U-19. Sie repräsentiert die Hrvatski nogometni savez auf internationaler Ebene, beispielsweise in Freundschaftsspielen gegen die Auswahlmannschaften anderer nationaler Verbände, aber auch bei der seit 2002 in dieser Altersklasse ausgetragenen Europameisterschaft. Die Mannschaft konnte sich dreimal für die EM-Endrunde qualifizieren, dort einmal das Halbfinale erreichen, wo sie gegen den späteren Europameister Frankreich verlor. Fünfmal scheiterten die Kroaten bereits in der ersten Qualifikationsrunde.

## Teilnahme an U-19-Europameisterschaften
- 2002: nicht qualifiziert
- 2003: nicht qualifiziert
- 2004: nicht qualifiziert  (in der Eliterunde gescheitert)
- 2005: nicht qualifiziert  (in der Eliterunde gescheitert)
- 2006: nicht qualifiziert  (in der Eliterunde gescheitert)
- 2007: nicht qualifiziert  (in der Eliterunde gescheitert)
- 2008: nicht qualifiziert  (in der Eliterunde gescheitert)
- 2009: nicht qualifiziert  (als viertschlechtester Gruppendritter die Eliterunde verpasst)
- 2010:  Halbfinale
- 2011: nicht qualifiziert  (in der Eliterunde gescheitert)
- 2012: Gruppenphase (für die U-20-Fußball-Weltmeisterschaft 2013 qualifiziert)
- 2013: nicht qualifiziert  (in der Eliterunde gescheitert)
- 2014: nicht qualifiziert (als fünftschlechtester Gruppendritter die Eliterunde verpasst)
- 2015: nicht qualifiziert  (in der Eliterunde gescheitert)
- 2016: Gruppenphase
- 2017: nicht qualifiziert  (in der Eliterunde gescheitert)
- 2018: nicht qualifiziert
- 2019: nicht qualifiziert  (in der Eliterunde gescheitert)
- 2020: Meisterschaft wegen COVID-19-Pandemie abgesagt (für die abgesagte Eliterunde qualifiziert)
- 2022: nicht qualifiziert (in der Eliterunde gescheitert)

| Bilanz     | Bilanz | Bilanz | Bilanz | Bilanz      | Bilanz | Bilanz    | Bilanz       |
| Runde      | Spiele | Siege  | Remis  | Niederlagen | Tore   | Gegentore | Tordifferenz |
| ---------- | ------ | ------ | ------ | ----------- | ------ | --------- | ------------ |
| 1. Runde   | 060    | 36     | 15     | 09          | 137    | 062       | 75           |
| Eliterunde | 042    | 19     | 11     | 12          | 066    | 045       | 21           |
| Endrunde   | 010    | 02     | 02     | 06          | 013    | 013       | ±0           |
| Gesamt     | 112    | 57     | 28     | 27          | 216    | 120       | 96           |